# Sant’Orsola Terme
Sant’Orsola Terme (im fersentalerischen Dialekt: Oachbergh, deutsch veraltet: Eichberg oder St. Urschl) ist eine nordostitalienische Gemeinde (comune) mit 1117 Einwohnern (Stand 31. Dezember 2023) im Trentino in der Region Trentino-Südtirol. Die Gemeinde liegt etwa 14,5 Kilometer ostnordöstlich von Trient im Fersental und gehört zur Talgemeinschaft Comunità Alta Valsugana e Bersntol.
Nachbargemeinden sind Baselga di Pinè, Bedollo, Florutz, Gereut, Palai im Fersental und Pergine Valsugana.
Nach der Volkszählung von 2011 sprechen in Sant’Orsola noch 23,5 % der Einwohner Fersentalerisch, eine südbairische Mundart. Das Fersental gehört zu den wenigen verbliebenen deutschen Sprachinseln in Norditalien.